# Phare de Capo dell'Armi
Le phare de Capo dell'Armi (en italien : Faro di Capo dell'Armi) est un phare actif situé sur un promontoire faisant partie du territoire de la commune de Motta San Giovanni (Province de Reggio de Calabre), dans la région de Calabre en Italie. Il est géré par la Marina Militare.

## Histoire
Le phare, mis en service en 1867, a été rénové en 1959. Il marque l'entrée sud du détroit de Messine. Il est entièrement automatisé et alimenté par le réseau électrique.

## Description
Le phare  est une tour octogonale en maçonnerie de 12 m de haut, avec galerie et lanterne, au-dessus d'une maison de gardien de deux étages. La tour est peinte en blanc et le dôme de la lanterne est gris métallique. Utilisant toujours sa lentille de Fresnel d'origine il émet, à une hauteur focale de 95 m, deux brefs éclats blancs de 0.3 seconde par période de 10 secondes. Sa portée est de 22 milles nautiques (environ 41 km) pour le feu principal et 18 milles nautiques (environ 33 km) pour le feu de veille.
Identifiant : ARLHS : ITA-014 ; EF-3380 - Amirauté : E1780 - NGA : 9744 .

## Caractéristiques dufeu maritime
Fréquence : 10 secondes (W-W)
- Lumière : 0,3 seconde
- Obscurité : 1,9 seconde
- Lumière : 0,3 seconde
- Obscurité : 7,5 secondes

|                    |
| Détroit de Messine |

|          |
| Le phare |

### Lien connexe
- Liste des phares de l'Italie